# Ченг, Джеймс-Луи
Джеймс-Луи Ченг (James Louis Cheng, 21.10.1881 г., Таиланд — 14.04.1952 г., Чантхабури, Таиланд) — католический прелат, первый епископ Чантхабури с 11 мая 1944 года по 14 апреля 1952 год.

## Биография
Джеймс-Луи Ченг родился 21 октября 1881 года в Таиланде. 22 мая 1910 года был рукоположён в священника.
11 мая 1944 года Римский папа Пий XII назначил Джеймса-Луи Ченга апостольским викарием Чантабури и титулярным епископом Баркузы. 11 февраля 1945 года состоялось рукоположение Джеймса-Луи Ченга в епископа, которое совершил апостольский викарий Бангкока епископ Рене-Мари-Жозе Перро в сослужении с апостольским викарием Раябури епископом Пьетро Луиджи Карретто и апостольским викарием Лаоса епископом Анри-Альбер Томин.
Скончался 14 апреля 1953 года в городе Чантхабури.